# 翁益兼
翁益兼（越南语：／，1829年1月25日—1884年9月8日），本名益谦（Ích Khiêm），嗣德三十六年（1883年）避嗣德帝谦陵陵号，改名益兼，字牧之（Mục Chi），出生于广南省延福县，越南阮朝时期军事人物。

## 生平
翁益兼是高地人的后裔。他出生于廣南省奠磐府延福縣青橘中總豐麗社（今屬峴港市錦荔郡和壽西坊）的一个农民家庭，年少时因聪明和敏捷而闻名。绍治七年（1847年），15岁的翁益兼在武惟清的教导下于承天場的乡试中考中举人，并因为所撰写的《少年登高科》一诗而受到皇帝的赏识，后被任命为金城县知县。嗣德十一年（1858年）九月，法国自岘港攻打越南，翁益兼被朝廷征召到首都顺化受训，后在阮知方麾下赴岘港指挥民兵作战，并修筑防御工事，以坚壁清野的方式抵抗法国入侵。
嗣德十五年（1862年），翁益兼因征收赋税的问题被贬。恰逢海安地區水匪劫掠地方，翁益兼募集兵勇，從軍效力贖罪，朝廷恢復了他的知縣官銜，充任戰士衞協管。後督戰有功，升任知府銜，充任督兵一職。嗣德十八年（1865年）年中，谢文奉的部队攻打海阳省，翁益兼率军大败叛军，并与副尉潘廷妥收复了海宁府城，被擢升为侍读銜，充任贊襄。官军回到都城后，翁益兼再度被提拔为鸿胪寺卿，办理礼部。嗣德二十年（1867年），翁益兼因在海阳招募士兵剿匪有功，被提拔为兵部侍郎，同年，因犯罪而自清朝逃到越南境内的韦再寿在北宁省聚众惹事，翁益兼被任命为北宁剿抚使赴中越边界剿匪，在追捕过程中失利受伤，皇帝赏赐他十两白银治病。
嗣德二十一年（1868年），朝廷派宁太总督范芝香奔赴高平攻打逃入越南境内的太平军吳亞終残部，翁益兼随军前往，后被改派至谅山任军次赞理，与清军协同在七溪打了胜仗，但由于纵容手下劫掠当地民众，翁益兼被问罪，朝廷要求他立功赎罪。翌年，吴亚终围攻北宁省城，翁益兼自金英县（今河内市朔山县）驰援，在战中一箭射死吴亚终，北宁之围得以解除，翁益兼也因功升任布政銜充贊理。此后，翁益兼又在清雀社一带剿匪，匪军围攻太原时，翁益兼率军攻击富平屯、大慈屯以疏解太原的危急。嗣德二十三年（1870年），翁益兼与参赞黎伯慎在陆岸县的森林中攻破黄晚的军队，随后升任兵部左参知，改任谅平赞理，不久升任参赞。不久后，翁益兼在攻打谅山城东门时被敌军射中左脚而返回海阳，朝廷念其战功，将翁益兼革职并留任养伤。不久后，朝廷中有大臣奏报翁益兼受伤后即挑选屯中劲兵二百人自卫，皇帝再降其为光禄寺卿，仍充任赞理。
嗣德二十四年（1871年），翁益兼在东潮驻扎剿匪，同年夏天，山西再遭侵犯，翁益兼升任侍郎加参知衔，改任山次参赞，专督山道军务，凡有军机要务，可直接上奏。嗣德二十五年（1872年）二月，翁益兼与赞襄阮怡攻破馆司匪巢，收复了镇安县，不久后，翁益兼又因在大同之战中失利退却，被革职留任。嗣德二十六年（1873年），匪党围攻丰登屯，朝廷命阮知方、统督黄佐炎欲乘虚袭取大同匪巢，急令各道兵策援，素来与黄佐炎不和的翁益兼以匪多路险为由推辞，又以病情为由退驻，阮知方遂以其进退自由、不遵帅令为由，参奏将他革职并发配，不久因病回京。在1872年—1873年间，翁益兼亦参加了部分抗法战斗，如紙橋郡戰役。
嗣德二十七年（1874年），与翁益兼是同县人的海阳新督范富庶在回乡探亲时路过翁益兼家，益兼对范富庶表达了自己希望回任报效朝廷的心愿，范富庶回京后，奏请皇帝暂给翁益兼赞襄衔并派往越南北部剿匪，得到皇帝的准许。翁益兼初到安定剿匪，收军回营后，北督尊室说以翁益兼战多伤损、擅自回军、不遵将令为由，将其捉拿并监禁起来，奏请朝廷处置。不久后，翁益兼因得心火疾，朝廷准其回京。
嗣德三十五年（1882年），皇帝念及翁益兼劳苦功高，重新任用他为鸿胪寺卿，办理户部事务，后升任侍郎，充任京畿海防参办，负责修筑邰阳、鹭洲等屯，但翁益兼意欲速成，行事严酷，被降为主事，移守和匀屯。不久后，翁益兼又复任侍讲衔参办防务。越南军队在顺安战役中失败后，翁益兼遭朝廷责罚，回到京城顺化任礼部办理。协和帝登基不久后，翁益兼在权臣阮文祥、尊室说的命令下毒杀了协和帝。
嗣德三十六年（1883年）十一月，朝廷敘擁立建福帝之功，翁益兼升任兵部侍郎，晋封坚忠男。建福元年（1884年）五月，翁益兼带了军队里的50人回广南省，御史陶有益等弹劾他私调军队，翁益兼因此被革职（亦有说法认为是翁益兼上书弹劾朝廷中部分官员有挥霍行为而得罪了朝中重臣），发配至平顺监狱中。当年七月十九日（1884年9月8日），翁益兼在狱中服毒自尽，享年55岁。

## 身后
翁益兼自尽前，给自己的后代留下《平顺省狱中贻嘱妻子兄弟同宥照办》的遗书，他的遗体被他的儿子带回家乡安葬，后迁葬至现今和寿西坊境内的翁益谦山（Đồi Ông Ích Khiêm）上。咸宜初年，朝廷追封翁益兼侍读的官衔。2001年7月12日，越南文化和信息部将翁益谦的陵墓列入越南国家历史遗迹，锦荔郡人民委员会则会在每年农历七月十九日会举行翁益兼逝世周年的纪念仪式。